# Aerides roebelenii
Aerides roebelenii är en orkidéart som beskrevs av Heinrich Gustav Reichenbach. Aerides roebelenii ingår i släktet Aerides och familjen orkidéer.
Artens utbredningsområde är Filippinerna. Inga underarter finns listade i Catalogue of Life.

## Bildgalleri

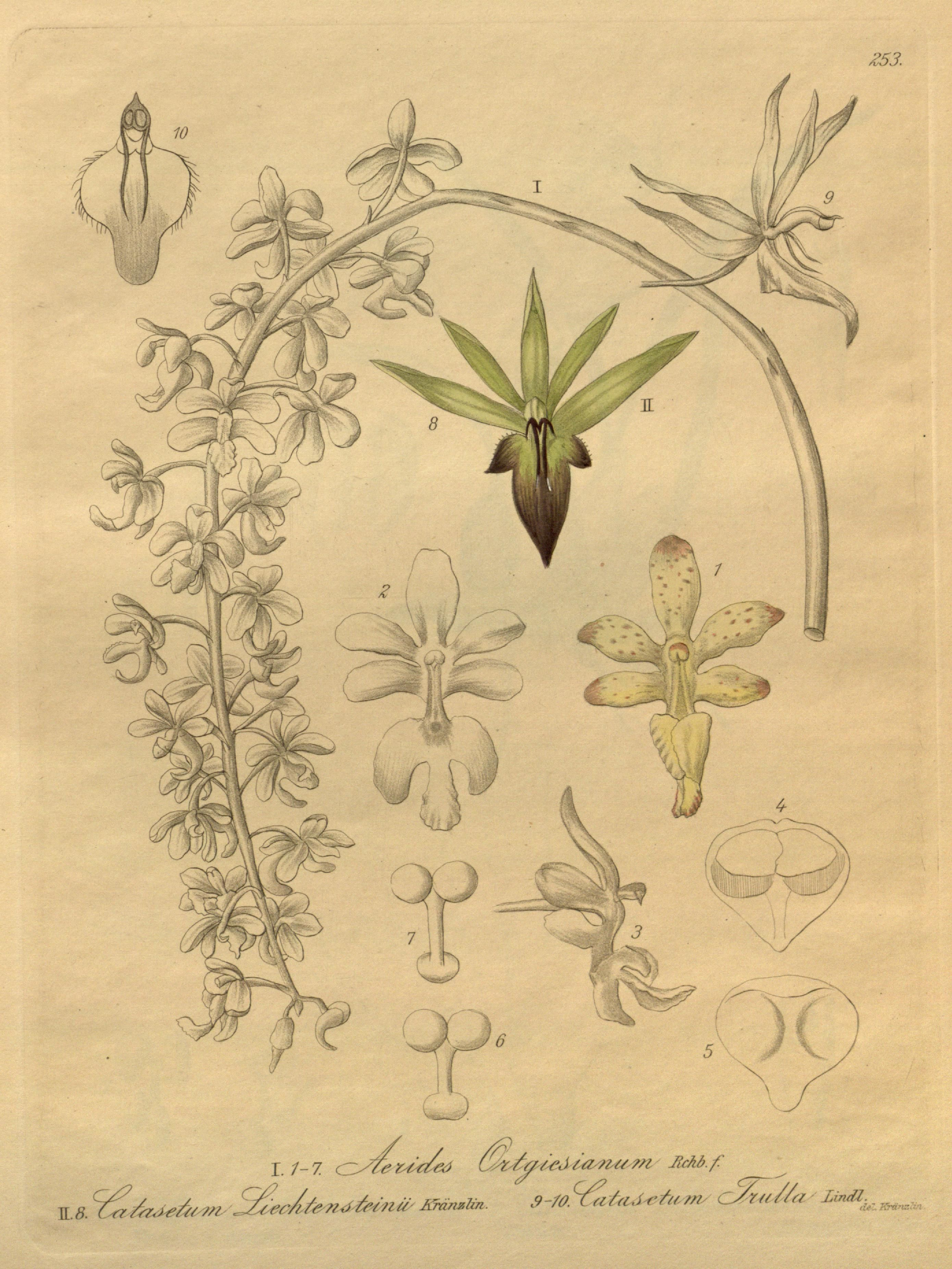